# Latvijas kauss 2016-2017
La Coppa di Lettonia 2016-2017 (in lettone Latvijas kauss) è stata la 75ª edizione del torneo, che si gioca a eliminazione diretta. È iniziata il 4 giugno 2016 e si è conclusa il 17 maggio 2017. Il Ventspils ha vinto la coppa per la settima volta nella sua storia.

## Primo turno
Alla prima fase partecipano 16 squadre appartenenti alla 2. Līga, il terzo livello del campionato lettone di calcio.
| Squadra 1       | Risultato       | Squadra 2          |
| --------------- | --------------- | ------------------ |
| 4 giugno 2016   |                 |                    |
| Ludzas NSS      | 0 – 0 (3-4 dtr) | Dinamo Rīga        |
| Kuldīga         | 3 – 0           | FK Salacgriva      |
| 5 giugno 2016   |                 |                    |
| Rīga United     | 1 – 4           | FK Igate/Tami-Tami |
| FK Limbaži      | 2 – 3 (dts)     | Dobele             |
| Pļaviņas/DM     | 1 – 2           | FK Nīca            |
| 10 giugno 2016  |                 |                    |
| Grobiņa         | 3 – 8           | Krāslava           |
| 10 giugno 2016  |                 |                    |
| FK Talsi/Laidze | 3 – 1           | Upesciems          |
| 15 giugno 2016  |                 |                    |
| Cēsis           | 2 – 0           | Salaspils          |

## Secondo turno
Partecipano al secondo turno le 8 squadre vincenti il primo turno, più le altre 9 squadre di 2. Līga e 14 squadre di 1. Līga, il secondo livello del campionato lettone di calcio. Per sorteggio il Lielupe è stato ammesso direttamente al terzo turno.
| Squadra 1             | Risultato       | Squadra 2           |
| --------------------- | --------------- | ------------------- |
| 26 giugno 2016        |                 |                     |
| Cēsis                 | 2 – 1           | AFK Aliance         |
| 2 luglio 2016         |                 |                     |
| Krāslava              | 4 – 0           | FK Fortuna/Ogre     |
| Dobele                | 3 – 6           | Staiceles Bebri     |
| Kuldīga               | 6 – 0           | Saldus/Brocēni BJSS |
| Dinamo Rīga           | 0 – 2           | Jēkabpils/JSC       |
| Olaine                | 3 – 0           | JDFS Alberts        |
| Optibet DSVK Traktors | 2 – 2 (3-4 dtr) | Mērsrags            |
| 3 luglio 2016         |                 |                     |
| FK Nīca               | 1 – 3           | Auda Ķekava         |
| Preiļu                | 0 – 1           | Ogre                |
| Alberts FK            | 0 – 6           | Caramba Rīga        |
| JFC Dobele            | 0 – 17          | Skonto              |
| FK Talsi/Laidze       | Canc.           | Saldus              |
| 4 luglio 2016         |                 |                     |
| FK Igate/Tami-Tami    | 0 – 6           | Tukums 2000         |
| 6 luglio 2016         |                 |                     |
| Babīte                | 6 – 0           | Valmiera            |
| 7 luglio 2016         |                 |                     |
| Smiltene              | 1 – 2           | Rēzeknes FA         |

## Terzo turno
Partecipano al terzo turno le 16 squadre vincenti del turno precedente.
| Squadra 1       | Risultato       | Squadra 2    |
| --------------- | --------------- | ------------ |
| 9 luglio 2016   |                 |              |
| Jēkabpils       | 1 – 1 (8-7 dtr) | Olaine       |
| Ogre            | 4 – 0           | Cēsis        |
| Mērsrags        | 0 – 8           | Caramba Rīga |
| Skonto          | 5 – 0           | Krāslava     |
| Tukums 2000     | 4 – 2           | Auda Ķekava  |
| FK Talsi/Laidze | 0 – 3           | Babīte       |
| 10 luglio 2016  |                 |              |
| Rēzeknes FA     | 16 – 1          | Kuldīga      |
| Staiceles Bebri | 8 – 1           | FK Lielupe   |

## Quarto turno
Partecipano al quarto turno le 8 squadre vincenti del turno precedente e le 8 squadre di Virslīga.
| Squadra 1         | Risultato   | Squadra 2        |
| ----------------- | ----------- | ---------------- |
| 16 luglio 2016    |             |                  |
| Caramba Rīga      | 2 – 5       | Liepāja          |
| Tukums 2000       | 0 – 1       | BFC Daugavpils   |
| 17 luglio 2016    |             |                  |
| Staiceles Bebri   | 0 – 4       | Riga FC          |
| Jēkabpils         | 0 – 10      | Spartaks Jūrmala |
| Babīte            | 0 – 2       | Metta/LU         |
| Skonto            | 0 – 2 (dts) | Jelgava          |
| 18 luglio 2016    |             |                  |
| Ogre              | 0 – 7       | RFS Riga         |
| 25 settembre 2016 |             |                  |
| Rēzeknes FA       | 0 – 2       | Ventspils        |

## Quarti di finale
| Squadra 1        | Risultato | Squadra 2      |
| ---------------- | --------- | -------------- |
| 8 aprile 2017    |           |                |
| Ventspils        | 3 – 0     | Liepāja        |
| Spartaks Jūrmala | 1 – 0     | Jelgava        |
| 9 aprile 2017    |           |                |
| Riga FC          | 3 – 0     | BFC Daugavpils |
| Metta/LU         | 0 – 1     | RFS Riga       |

## Semifinali
| Squadra 1                 | Risultato        | Squadra 2 |
| ------------------------- | ---------------- | --------- |
| 26 aprile e 3 maggio 2017 |                  |           |
| Ventspils                 | 2 – 1 (1-1; 1-0) | RFS Riga  |
| 26 aprile e 3 maggio 2017 |                  |           |
| Spartaks Jūrmala          | 1 – 3 (0-2; 1-2) | Riga FC   |

## Finale
| Squadra 1      | Risultato          | Squadra 2 |
| -------------- | ------------------ | --------- |
| 17 maggio 2017 |                    |           |
| Riga FC        | 2 – 2 (5-6 d.c.r.) | Ventspils |